# چک شماره ۱۸
چک شماره ۱۸ (به انگلیسی: Chak No. 18) یک روستا در پاکستان است که در پنجاب واقع شده‌است.